# Annamallenahalli, Tiptur
Annamallenahalli là một làng thuộc tehsil Tiptur, huyện Tumkur, bang Karnataka, Ấn Độ.